# James-Ross-Insel
Die James-Ross-Insel (englisch James Ross Island) ist eine große Insel an der nordöstlichen Spitze der Antarktischen Halbinsel, von der sie durch den Prinz-Gustav-Kanal getrennt ist. Südöstlich, hinter der Admiralitätsstraße, liegen die kleineren Nachbarinseln Snow Hill Island, Seymour-Insel, Lockyer-Insel und Cockburn-Insel und nördlich Vega-Insel. Die James-Ross-Insel ist in Nord-Süd-Richtung 75 km lang und in Ost-West-Richtung 64 km breit, ihre Fläche beträgt 2378 km². Im Mount Haddington erreicht die Insel mit 1630 Meter ihre größte Höhe. Die James-Ross-Insel ist nicht zu verwechseln mit der Ross-Insel, die auch vor Antarktika, jedoch im Rossmeer liegt.
Die James-Ross-Insel besteht  aus einem großen, hauptsächlich im Miozän und Pliozän entstandenen Schichtvulkan. Die vulkanische Aktivität hat bis in das Holozän angehalten; einige Flankenvulkane östlich des Hauptgipfels sollen ein Alter von nur wenigen Tausend Jahren aufweisen.
Auf der James-Ross-Insel wurden 1986 die fossilisierten Knochen eines Ankylosauriers gefunden, der 2006 unter dem Namen Antarctopelta beschrieben wurde. Es war der erste dokumentierte Fund eines Dinosauriers in der Antarktis.
1903 wurde die Insel durch die schwedische Antarktisexpedition unter der Leitung von Otto Nordenskjöld kartiert, der sie nach James Clark Ross benannte. Dieser hatte sie im Zuge einer Expedition in den Jahren 1842–1843 entdeckt, allerdings ihren Inselcharakter nicht erkannt.
Auf der Ulu-Halbinsel an der Nordspitze der James-Ross-Insel betreibt Tschechien die Mendel-Polarstation, die nur im antarktischen Sommer besetzt ist.